# 超级达尔文战机
《超级达尔文战机》（又译作）是Data East在1987年发售的街机游戏。
虽然基本系统是正统的《铁板阵》式上下攻击分离的纵向卷轴射击游戏，但作为《达尔文战机4078》的续作，本作是加入了与前作同样的、以进化为主题的游戏系统的异色作。

## 世界观、基本系统
与前作一样，讲述的是在巨大的宇宙船内发生的事情。
名为「EVOL（伊博）」的角色，是仅以能量存在的生命体，在这个状态下它们会扩散自己的能量，之后它们自己也会消失，是种将自己收进胶囊装容器里的东西。但是，本作出现了与前作不同的黑「EVOL」，这是异常进化的种类。此外，特定的地上物也进行了异常进化。此外，在一定程度的退化后被子弹击中会引起突然变异，成为最强形态。但如果没有连续获得「EVOL」，那会因时间突然结束，退化成最弱状态PISTER。

### 自机
用8方向摇杆和2个按钮（对空射击、对地射击）来操作。对空射击在发生后述的“进化”后，会有更丰富多彩的变化，对地射击也会因为异常进化而发生变化。

## 升级、进化系统
但是，随着进化之后火力的增强，自机的大小和中弹判定都会变大，所以为了通关，需要调整进化程度。
各个形态都有其名称，根据攻击方式和形状能看出其关联性。这些情报都是再画面上显示的，不只停留在“设定上的东西”。
此外，新追加了达到各面BOSS后出现的“茧”，以及打倒特定地上物后出现的“DNA”。“茧”是没有判定的分身，通过摄取EVOL来进化，可以进行横向攻击。
在自机死后重新开始的话，通过摄取“DNA”，可以从之前已摄取程度的进化状态开始。

### 退化
自机的话，一定时间内若没有获得“EVOL”，会退化一级。但是，这个退化也是向最强状态的“突然变异”进化的手段。

### 突然变异
- 在特定的进化阶段退化几级之后，中弹后会发生。
- 在特定的进化阶段，获取黑EVOL后发生。
- 取得特定敌人的地上物之后，根据敌人的变化发生。

通过这样的手段，可以出现通常升级程序中出现不了的“突然变异”。虽然自机会无敌化且对空、地的射击被强化，但和通常的射击游戏中所能见到的那种极端强力的攻击不同。无论采用哪种形态，对敌机的碰撞都是不可抵挡的，在一定时间内不取得EVOL的话就会退化到最弱的状态为止。

### 敌弹
敌人射击的子弹大致可分为两类。一种是对自机来说有一定速度的，另一种是“和自机同其距离相关的反速度（离得远快、离得近慢、和人类思维逻辑相悖的攻击）”的子弹。这样的话，就形成了既不能和敌人拉开距离，避开子弹也不是太过困难的独特的游戏平衡。

## 评价
在游戏平衡方面，有存在破绽的感觉。例如，1面BOSS可以在自机最强进化状态下秒杀，但在进化不足的一段进化，难易度随着机体进化程度出现了异常的增长。而在进化不足的状态下，因为没有压倒性的火力所以通关是相当困难的。这个原因也让初心者的基数变得很小。此外，若是知道游戏的套路，打到后半段很简单，但不知道的话到达那里就很难了。和后来发展的弹幕系射击游戏相比较，中弹判定和游戏的过程，想法是完全相反的。

## 关连作品

### 系列作
- 达尔文战机4078（日语：ダーウィン4078） - 1986年发售，DATA EAST发行。
- 达尔文战机4081 - 1990年4月8日发售。作为世嘉MD用游戏开发（DATA EAST制作。[1]）。内容是折衷了4078和本作的。标题的“4081”是，4078→SRD→超级攻击性机器这三部进化游戏的第四作，因此就加上了3。

### 不是续集但有共同之处的作品
- 超级攻击性机器（日语：アクトフェンサー） − DATA EAST发行的。使用了进化系统的横向卷轴射击游戏。
- 宇宙战舰哥莫拉（日语：宇宙戦艦ゴモラ） − UPL（日语：ユーピーエル）。登场有巨大化的自机。
- 百慕大三角 − SNK。登场有可以升级的自机。

## 脚注
1. ↑  参见标题画面中的字幕。